# Principado de Reuss-Greiz
El Principado de Reuss, también llamado Reuss-Greiz (en alemán: Reuß ältere Linie), más tarde Principado de Reuss (línea mayor), fue un pequeño principado independiente situado al este del actual estado federado alemán de Turingia.
Nació a partir de la elevación a rango de principado imperial en 1778 del conde de Reuss-Obergreiz que pocos años antes, en 1768 se había unido con el condado de Reuss-Untergreiz. Desapareció con la revolución alemana de 1918, siendo sustituido por el Estado Popular de Reuss.

## Territorio
Reuss (Línea mayor) se situaba en la parte oriental del actual land de Turingia. Era un estado muy pequeño, con una extensión de 316,7 km², que carecía de continuidad territorial, ya que estaba formado por tres territorios separados entre sí (Distritos de Greiz, Zeulenroda y Burgk) además de algún otro exclave de menor tamaño.
El Distrito de Greiz limitaba con el Gran Ducado de Sajonia-Weimar-Eisenach, el principado de Reuss (Línea menor) y el Reino de Sajonia. El distrito de Zeulenroda se situaba entre Reuss (Línea menor) y Sajonia. El distrito de Burgk limitaba también con Reuss (Línea menor), Sajonia-Weimar-Eisenach y con un exclave de la provincia prusiana de Sajonia. Otro pequeño exclave de Reuss (Línea mayor) tenía fronteras con Reuss (Línea menor), el principado de Schwarzburgo-Rudolstadt y el ducado de Sajonia-Meiningen.
La capital se encontraba en la ciudad de Greiz (actualmente 25 000 habitantes).

## Historia

### Origen
En 1564 la Casa de los condes soberanos de Reuss se dividió en tres líneas dinásticas, la mayor o primogénita, la mediana y la menor o más joven. En 1616 se extinguió la línea mediana y sus territorios se dividieron entre las otras dos líneas dinásticas (la mayor y la menor). Como todos los hijos de los condes tenían igual derecho a la herencia el territorio de Reuss se fue dividiendo hasta que en 1690 se cambió la ley sucesoria y se estableció que solo el primogénito tendría derecho a la herencia, lo que permitió un reagrupamiento progresivo de los estados de los Reuss. A mediados del siglo XVIII persistían dos condados pertenecientes a la línea mayor de la Casa de Reuss, el de Untergreiz y el de Obergreiz.
En 1768 muere el conde Enrique III de Reuss-Untergreiz sin descendencia. Es entonces cuando el condado de Reuss-Untergreiz y el condado de Reuss-Obergreiz son unificados bajo el gobierno del conde Enrique XI de Reuss-Obergreiz, volviendo a estar unidos los territorios que en 1564 correspondieron a la Línea mayor de la Casa de Reuss.
El conde soberano Enrique XI fue elevado en 1778 a la categoría de príncipe imperial. Fue entonces cuando su estado fue rebautizado como Principado de Reuss-Greiz o Principado de Reuss (Línea mayor).

### Primera mitad delsigloXIX

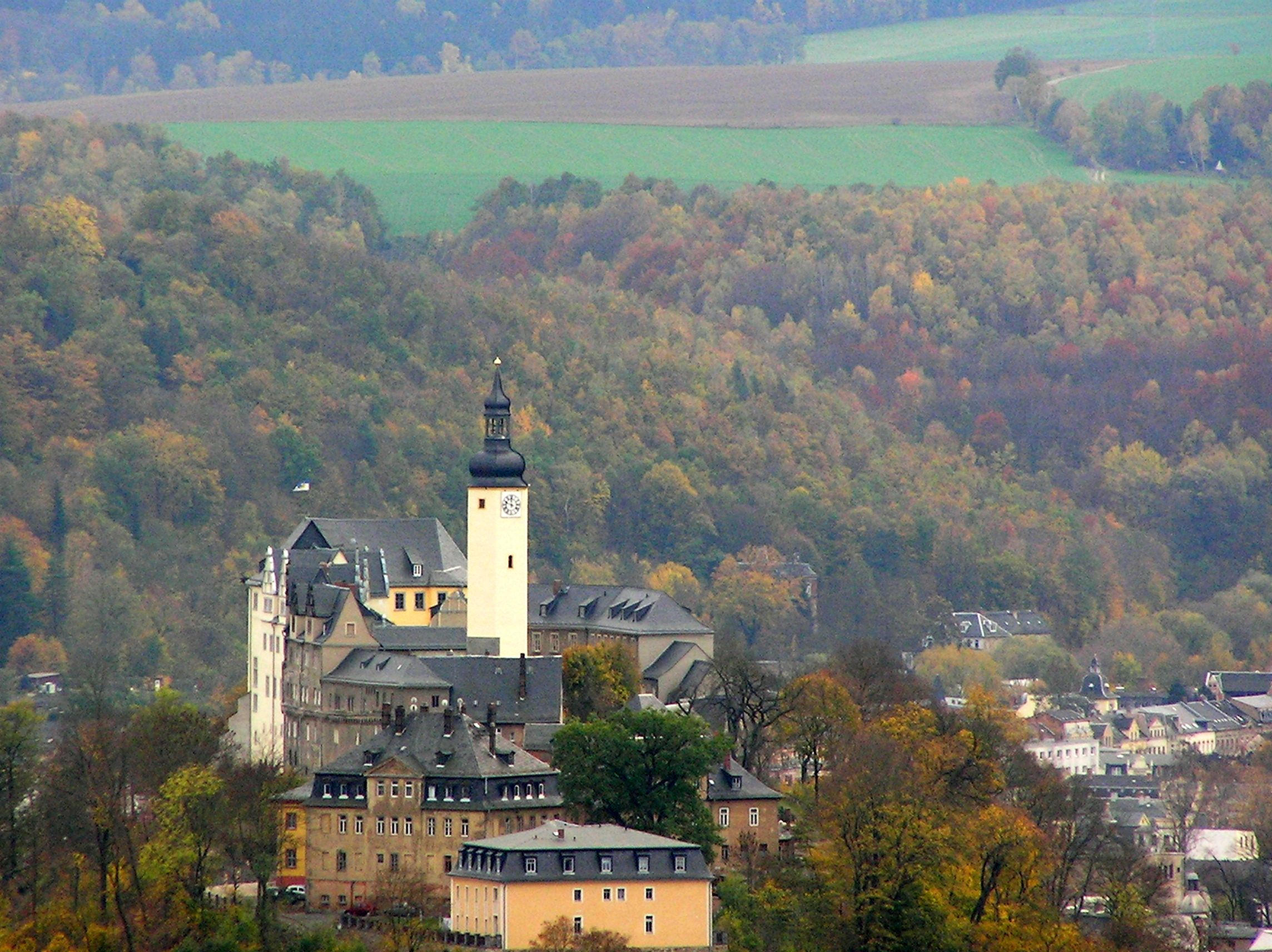
Castillo Superior en Greiz.

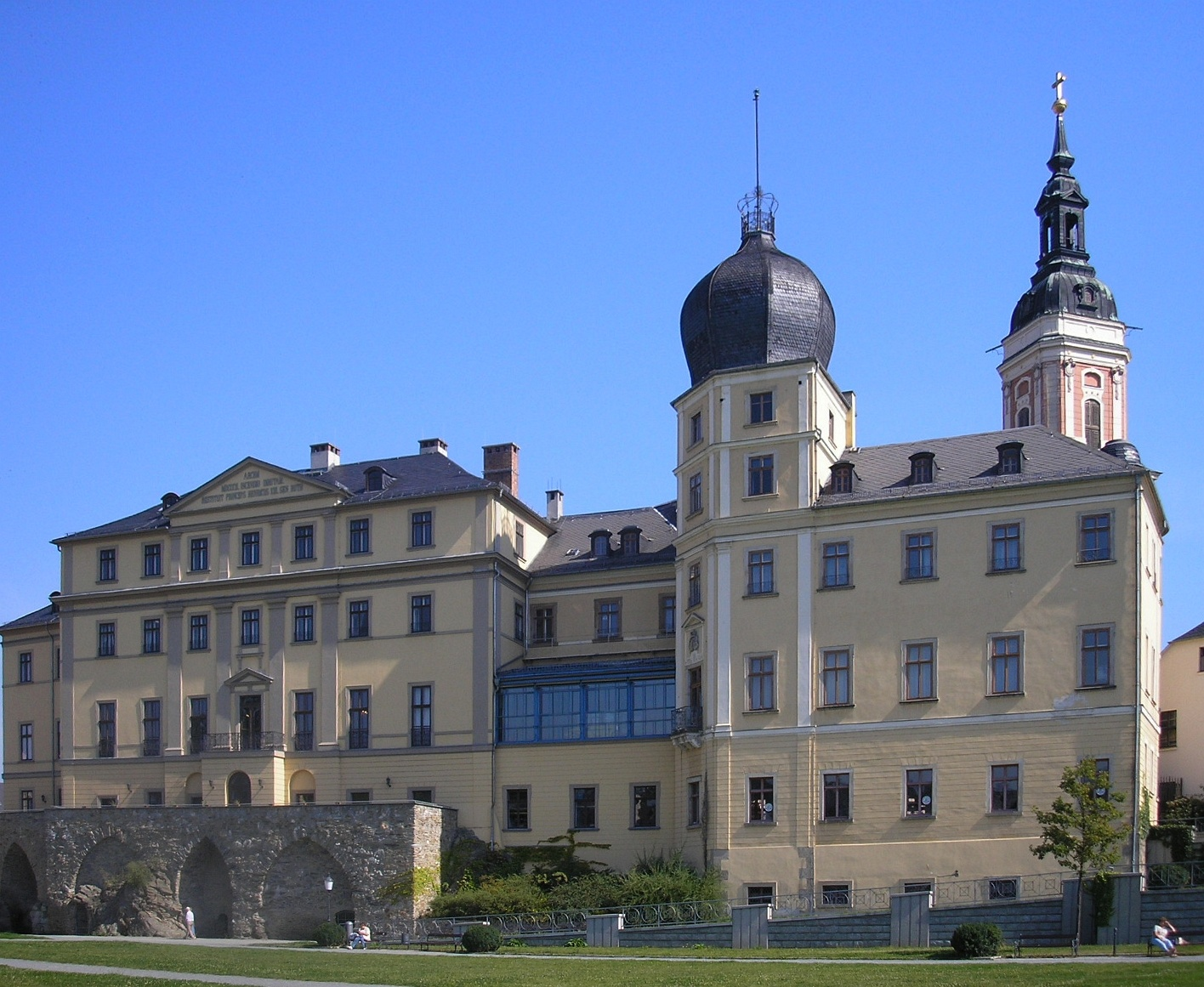
El Castillo Inferior en Greiz.

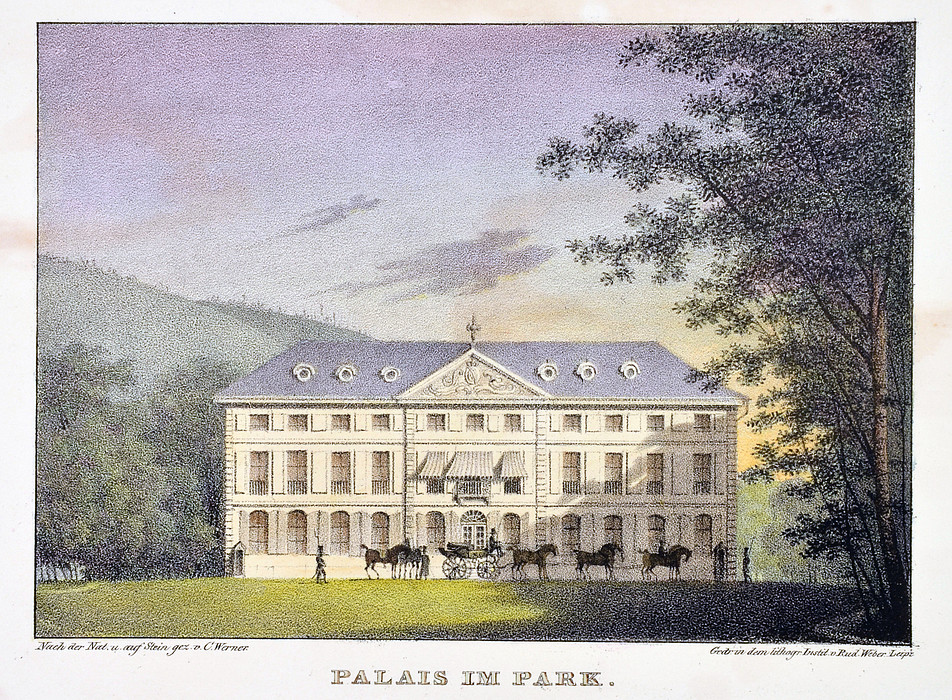
Palacio de verano en el parque de Greiz.

El hijo del fundador del estado, el príncipe Enrique XIII (1800-1817) ostentó el cargo de Generalfeldzugmeister en el ejército imperial de Austria, hecho que vincularía históricamente al principado con la monarquía austriaca, pero ante la derrota de los austriacos se vio obligado a aceptar que en 1807 Reuss (Línea mayor) entrara a formar parte bajo el protectorado de la Francia napoleónica en la Confederación del Rin. El pequeño estado se mantuvo así hasta 1813 cuando recuperó toda su soberanía. En 1815 Reuss (Línea mayor) se unió a la Confederación Germánica. Enrique XIII consiguió que el Congreso de Viena reconociera los derechos de Reuss (Línea mayor) sobre unos territorios que mantenía en litigio con el vecino Reino de Sajonia.
Bajo el gobierno del príncipe Enrique XIX (1817-1836) el principado se unió en 1833 a la Unión Aduanera Alemana o Zollverein.
El príncipe Enrique XX (1836-1859) concedió una constitución a su estado durante el revolucionario año 1848.

### Guerra austro-prusiana
En 1859 sucedió a su padre el príncipe Enrique XXII (1859-1902), que era menor de edad. La regencia fue asumida hasta 1867 por su madre, la princesa Carolina de Hesse-Homburg, una mujer extremadamente conservadora.
En la guerra austro-prusiana de 1866 Reuss (Línea mayor) tomó partido por Austria frente a Prusia, debido a los vínculos históricos y dinásticos que le unían a Austria más que por otras consideraciones de orden político. Si el 21 de junio de 1866 Prusia le declaró la guerra, para el 11 de agosto Reuss (Línea mayor) había sido ya ocupado por las tropas prusianas sin que el pequeño estado pudiera oponer apenas resistencia. En un principio el plan de Prusia era desguazar el minúsculo estado y repartírselo con su aliada Reuss (Línea menor) mediante un intercambio de territorios. Si Reuss (Línea mayor) se salvó de este destino fue por la mediación del gran duque de Sajonia-Weimar-Eisenach que convenció al rey Guillermo de Prusia de que conservara la independencia del pequeño estado. Como Reuss (Línea mayor) era también demasiado pequeño para ser penalizado con una pérdida de territorios, finalmente los vencedores se contentaron con establecer una indemnización de 100.000 táleros que pagaron a medias la Casa de Reuss y el estado. Eso sí, Reuss (Línea mayor) quedó con una soberanía muy mermada y sometida en la práctica a un protectorado de Prusia, ya que se vio obligada a ingresar en la Confederación de Alemania del Norte, así como a ceder la política militar y exterior al estado prusiano, quedándose con las competencias de política cultural e interior.

### Segunda mitad delsigloXIX
Reuss (Línea mayor) se mantuvo durante el siglo XIX como un estado muy conservador. Las asociaciones debían recibir autorización explícita del estado para su creación y estaban prohibidas las asociaciones políticas de cualquier orientación. En el verano de 1851 el Parlamento Estatal (Landtag) en vez de aprobar una constitución que venía retrasándose desde 1848 aprobó una resolución en la que aseguraba que dada la reacción imperante ya no tenía sentido una constitución. Cuando Reuss (Línea mayor) fue admitida en la Confederación de Alemania del Norte se reactivó el debate constitucional y finalmente esta fue aprobada el 28 de marzo de 1867, convirtiéndose Reuss (Línea mayor) en el último estado turingio en convertirse en una monarquía constitucional.
En 1871 se convirtió en uno de los estados federados en el Imperio alemán. El príncipe de Reuss (Línea mayor) tenía un voto en el Consejo Federal del Imperio (Bundesrat), aunque en el consejo era representado por el gran duque de Mecklemburgo-Schwerin. A partir de 1902 su representación la ostentó el gran duque de Sajonia-Weimar-Eisenach.
El nuevo Landtag de Reuss (Línea mayor) se componía de 12 representantes, de los cuales el príncipe nombraba tres, otros dos eran nombrados por los caballeros y terratenientes y los siete restantes eran elegidos por sufragio indirecto en tres circunscripciones urbanas y cuatro rurales. Durante la segunda mitad del siglo XIX el príncipe Enrique XXII trató de mantener un control absoluto del estado, que convirtieron a Reuss (Línea mayor) en un feudo del luteranismo más ortodoxo.
Si por algo se caracterizó el príncipe Enrique XXII fue por el profundo desprecio que le suscitaba Prusia, estado que desde la Guerra de los Ducados ejercía un protectorado sobre Reuss (Línea mayor). Enrique XXII se posicionó abiertamente contra la política exterior y de rearme del Imperio alemán, siendo el único estado que votó en 1900 contra la expedición a China o contra la expansión colonial. Por otro lado, el príncipe también se opuso abiertamente contra las políticas sociales más avanzadas del imperio, como el matrimonio civil obligatorio o las leyes sociales. El principado fue un estado de contrastes; el único estado turingio que en 1910 no estaba endeudado, pero por otro lado un estado que hasta 1879 no contaba con escuelas que permitían el acceso a una educación superior.
En 1902 falleció el príncipe Enrique XXII, que fue sucedido por su hijo Enrique XXIV. Enrique XXIV era enfermo mental y por ello fue declarado incapaz de gobernar. Como no había otros posibles sucesores en la línea mayor, se estableció una regencia al frente de la cual se puso el príncipe Enrique XIV de Reuss (Línea menor). En 1908 cedió la regencia de Reuss (Línea mayor) a su hijo Enrique XXVII, príncipe heredero. A partir de 1913 los dos principados de Reuss fueron gobernados en unión personal por Enrique XXVII de Reuss (Línea menor), aunque formalmente siguiera siendo solo regente de Reuss (Línea mayor).
En la revolución de noviembre de 1918 fue establecida la república tras la abdicación del regente y Reuss (Línea mayor) se declaró estado libre. En abril de 1919 se unió con el estado libre de Reuss (Línea menor) para formar el Estado Popular de Reuss, con capital en la ciudad de Gera. En mayo de 1920 Reuss se integró en el land de Turingia junto con los restantes estados turingios.

## Economía
Reuss (Línea mayor) era un estado muy industrializado. Tenía gran importancia la industria textil. En 1864 se introdujo la primera máquina de hilado mecánica. En 1900 había casi 11 000 máquinas en un pequeño estado de poco más de 45.000 habitantes. También se fabricaba maquinaria, papel y porcelana.

## Príncipes de Reuss (línea mayor)

### Lista de gobernantes

Estandarte de los príncipes de Reuss-Greiz

| Imagen                                                                                 | Reinado   | Nombre       | Notas |
| -------------------------------------------------------------------------------------- | --------- | ------------ | --- |
|                                                                                        | 1743-1800 | Enrique XI   | Príncipe de Reuss-Obergreiz y primer príncipe de Greiz.                                                                               |
|                                                                                        | 1800-1817 | Enrique XIII | |
|                                                                                        | 1817-1836 | Enrique XIX  | |
|                                                                                        | 1836-1859 | Enrique XX   | |
|                                                                                        | 1859-1902 | Enrique XXII | Regente 1859-1867: Carolina de Hesse-Homburg                                                                                          |
|                                                                                        | 1902-1918 | Enrique XXIV | Último príncipe de Reuss-Greiz Regentes 1902-1908: Enrique XIV de Reuss (línea menor) 1908-1918: Enrique XXVII de Reuss (línea menor) |
| Actualmente el jefe de la Casa de Reuss (línea mayor) es Enrique XIV de Reuss-Köstritz |           |              | |

### Numeración
La Casa de Reuss tenía la tradición de que todos los hijos varones se llamaran Enrique (Heinrich) como homenaje al emperador Enrique VI que los hizo pabordes de las tierras sobre las que ejercieron su soberanía hasta 1918. Cada línea de la familia tenía su propio sistema de numeración. En la Línea mayor se contaba hasta cien y luego se volvía a empezar.

## Galería

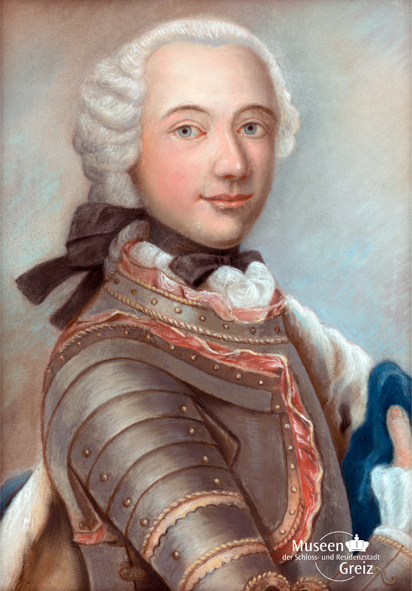
Príncipe Enrique XI (1722-1800), proyectó el Palacio de verano en Greiz
Príncipe Enrique XIII (1747-1817); pintura de Anton Graff en la Nueva Pinacoteca; construyó el Palacio Inferior en Greiz.
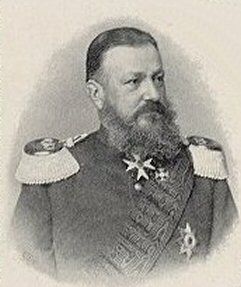
Príncipe Enrique XXII (1846-1902); adversario de Prusia
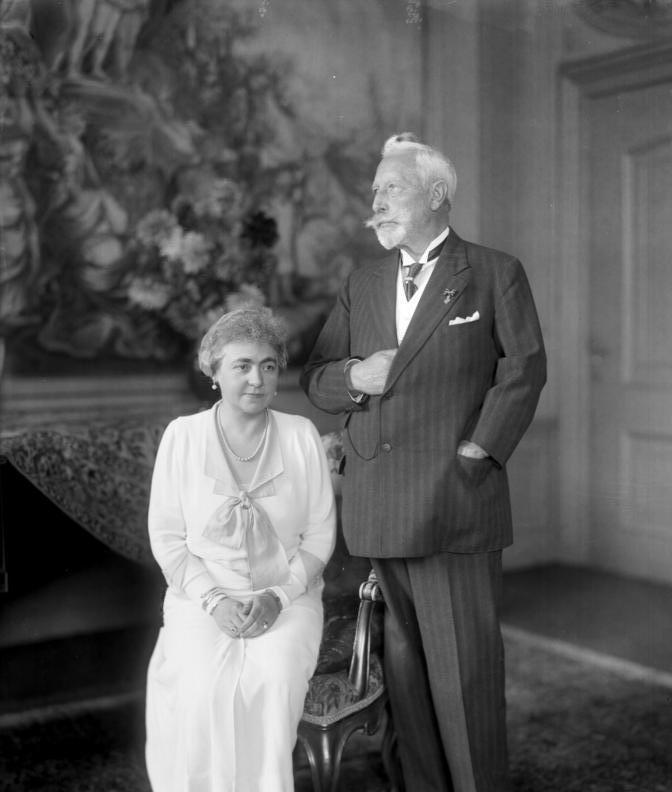
La Princesa Herminia de Reuss-Greiz, hija de Enrique XXII, con su segundo esposo, el Káiser Guillermo II en el exilio en Doorn en 1933.